# Consiglio dei ministri dell'Albania

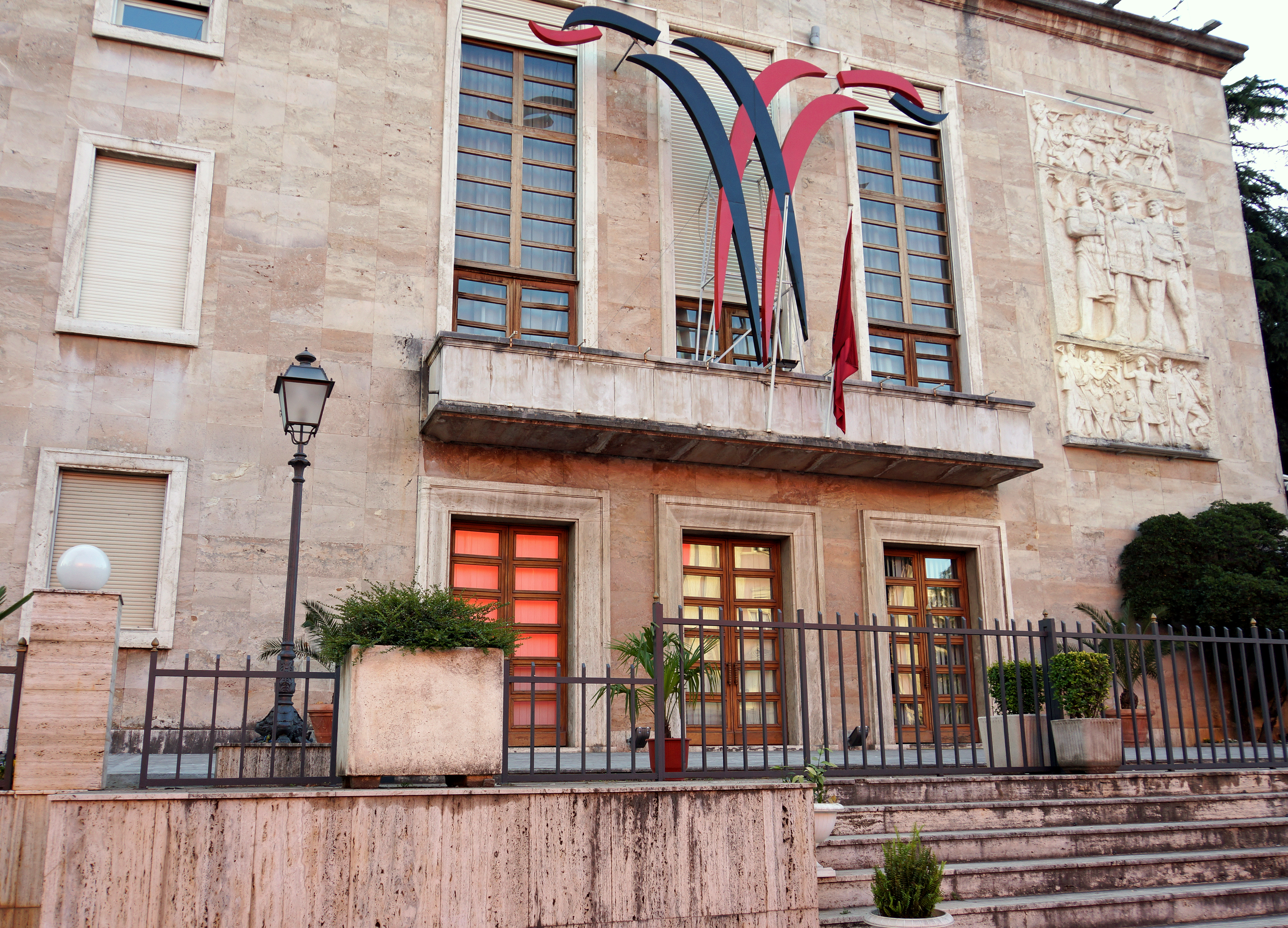
Residenza ufficiale del Primo ministro e del Consiglio dei ministri

Il Consiglio dei ministri dell'Albania (in albanese: Këshilli i Ministrave i Shqipërisë) è il ramo esecutivo che costituisce il governo albanese. Il Consiglio è guidato dal Primo ministro dell'Albania. Il primo ministro è nominato dal Presidente dell'Albania tra quei candidati, che godono del sostegno della maggioranza nel Parlamento dell'Albania; il candidato viene quindi scelto dal Parlamento. In assenza del primo ministro, il vice primo ministro albanese assume le sue funzioni. Ci sono 19 altri membri del governo, che servono come vice primi ministri, ministri del governo o entrambi; sono scelti dal primo ministro e confermati dal Parlamento.
Ad aprile 2017, dopo un rimpasto, il 50% dei ministri di gabinetto sono donne. Il parlamento albanese deve dare l'approvazione finale della composizione del governo. Il Consiglio dei Ministri è responsabile per l'attuazione delle politiche sia estere che nazionali. Dirige e controlla le attività dei ministeri e di altri organismi statali.

## Panoramica

### Rango
I membri del Consiglio sono suddivisi in tre gradi sostanziali, insieme a un rango onorario:
- Primo ministro dell'Albania,
- Vice primo ministro,
- Ministri, che sono i membri più alti del governo
- Vice ministri, che assistono i ministri nelle aree specializzate del loro portafoglio e
- Segretari generali (Sekretari i Përgjithshëm) che assistono i ministri in aree meno importanti e occasionalmente partecipano alle sessioni del Consiglio dei ministri.

### Ruolo
Il Consiglio è responsabile per il Parlamento dell'Albania. Il Parlamento può scegliere di passare una mozione di censura costringendo il Consiglio dei ministri a dimettersi. Ciò ha l'effetto di costringere il governo a essere composto da membri del partito politico maggioritario dell'Assemblea o essere alleato della maggioranza in una coalizione. I ministri sono tenuti a rispondere alle domande scritte o orali rivolte loro dai membri del Parlamento, note come domande del governo. Inoltre, i ministri partecipano alle sessioni del Parlamento quando sono in esame le leggi relative ai settori assegnati e ai portafogli dipartimentali.
I ministri di governo non possono proporre una legislazione senza approvazione parlamentare. I ministri possono tuttavia proporre progetti di legge al Parlamento e generalmente è molto probabile che una tale legislazione sia approvata. A volte, il parere della maggioranza in Parlamento può differire in modo significativo da quello dell'esecutivo.
Il Consiglio dei ministri svolge un ruolo importante nel determinare l'ordine del giorno del Parlamento. Può proporre leggi e emendamenti durante le sessioni parlamentari. Ha anche un numero di procedure a sua disposizione per accelerare le deliberazioni parlamentari.

### Cambiamenti
Durante il mandato molti ministri sono stati cambiati. A seguito di una protesta dell'opposizione albanese del 2017, durata tre mesi, da febbraio a maggio 2017, è stato raggiunto un accordo con l'opposizione per creare un governo di transizione con tecnocrati. Il 22 maggio, la maggioranza del Parlamento ha votato il nuovo governo provvisorio, composto da 6 ministri tecnocrati e un vice-primo ministro, proposto dall'opposizione.